# Denis Häußer

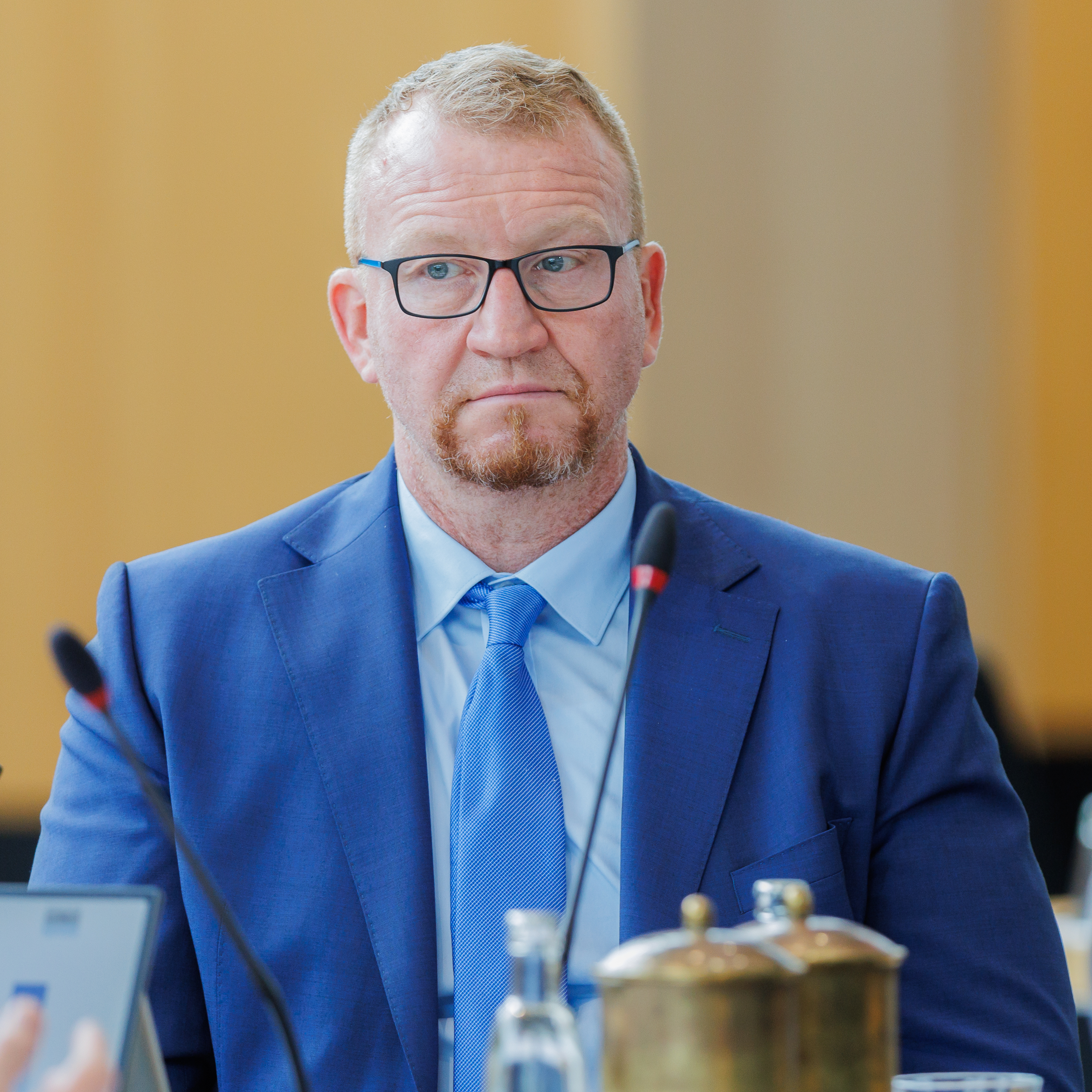
Denis Häußer (2024)

Denis Häußer (* 1974 in Saalfeld/Saale) ist ein deutscher Politiker (AfD). Er ist seit 2024 Mitglied des Thüringer Landtags.

## Leben
Häußer schloss 1989 die polytechnische Oberschule in seiner Heimatstadt Saalfeld ab. Daraufhin besuchte er die Spezialschule Carl-Zeiss-Gymnasium Jena, wo er 1993 das Abitur ablegte. Anschließend leistete er Zivildienst. Von 1994 bis 1998 absolvierte er ein Informatikstudium an der Friedrich-Schiller-Universität Jena. Von 1996 bis zu seinem Einzug in den Landtag 2024 war er als Softwareentwickler tätig.
Häußer ist geschieden, Vater eines Sohnes und lebt in Saalfeld.

## Politik
Häußer ist seit 2013 Mitglied der AfD. Seit 2019 ist er Mitglied des Stadtrats von Saalfeld und des Kreistags des Landkreises Saalfeld-Rudolstadt.
Bei der Landtagswahl in Thüringen 2024 wurde Häußer über das Direktmandat im Wahlkreis Saalfeld-Rudolstadt II mit 38,6 % der Erststimmen in den Landtag gewählt.